# Mateo Majdalani
Mateo Majdalani (15 de julho de 1994) é um velejador argentino, medalhista pan-americano e olímpico.

## Trajetória esportiva
O velejador conquistou a prata nos Jogos Pan-Americanos de 2019, na classe Nacra 17, junto com a compatriota Eugenia Bosco, com quem conseguiu o ouro nos Jogos Pan-Americanos de 2023. Ambos também conseguiram juntos a prata nos Jogos Olímpicos de Verão de 2024, em Paris.